# Распрощайся с завтрашним днём
«Распрощайся с завтрашним днём» (англ. Kiss Tomorrow Goodbye) — фильм нуар режиссёра Гордона Дугласа, вышедший на экраны в 1950 году.
В основу фильма положен одноимённый роман 1948 года писателя Хораса МкКоя, более всего известного благодаря роману «Загнанных лошадей пристреливают, не правда ли?» (1935) (по которому в 1969 году режиссёр Сидни Поллак снял очень успешный одноимённый фильм).
Фильм был запрещён к прокату в штате Огайо «за отвратительную, садистскую демонстрацию жестокости и преступности в своих крайних формах».

## Сюжет
В зале суда прокурор обвиняет семерых человек в соучастии в серии жестоких преступлений, совершённых безжалостным преступником Ральфом Коттером (Джеймс Кэгни). Среди представших перед судом: Холидей Карлтон (Барбара Пэйтон), бывшие полицейские Чарльз Вебер (Уорд Бонд) и Джон Рис (Бартон Маклейн), адвокат Чероки Мэндон (Лютер Адлер), бывший охранник тюремной фермы Питер Коббетт и двое мелких преступников Вик Мейсон (Рис Уильямс) и Джинкс Рэйнор (Стив Броуди).
Первоначально прокурор вызывает Коббета, который даёт подробные показания о событиях, которые произошли четыре месяца назад:
Во время работы на тюремной ферме, заключённый Ральф Коттер делает вид, что ему стало плохо, и просит пустить его к ручью напиться воды. Из ручья он извлекает автомобильный баллон, из которого достает пистолет, который спрятал для него Коббетт. Несколько минут спустя, вместе с ещё одним заключённым, Карлтоном, он совершает попытку побега. Охрана преследует их и открывает огонь. Отстреливаясь, Коттер убивает одного из охранников. Когда Карлтон получает ранение в ногу и не может дальше бежать, Коттер хладнокровно убивает и его. Затем он добегает до места, где его поджидает Холидей, сестра Карлтона, и Джинкс за рулём автомобиля. Коттер сообщает, что Карлтона убили охранники тюрьмы во время побега. Они доезжают до близлежащего городка, где прячут машину в автомастерской Вика Мейсона, которого Холидей наняла для подготовки побега.
В тот же вечер Коттер приходит на квартиру к Холидей и занимает комнату, которую она подготовила для своего брата. Первоначально она не хочет иметь с Коттером ничего общего. Однако он шантажирует её тем, что она организовала побег и стала соучастницей убийства, затем избивает её, и тут же делает своей любовницей и сообщницей.
Затем с помощью Джинкса Коттер осуществляет вооружённое ограбление близлежащего супермаркета, во время которого серьёзно ранит управляющего. Полученные деньги Коттер использует на оплату услуг Мейсона за участие в организации побега, а остальное делит между собой и Дженксом. Однако Мейсон приходит в ярость, узнав, что Коттер ограбил соседний супермаркет, утверждая, что нельзя грабить магазин рядом с тем местом, где скрываешься от полиции, и отказывается брать деньги. В ответ Коттер избивает его и уходит. По наводке Мейсона полицейские детективы Вебер и Рис быстро находят Коттера в квартире Холидей. Они отбирают у Коттера все деньги и приказывают ему на следующий день навсегда уехать из города.
Видя коррумпированность детективов, Коттер приказывает Джинксу достать и тайно установить в его квартире звукозаписывающее оборудование. Когда на следующий день детективы приходят проверить, собирается ли Коттер уезжать, тот предлагает им большую долю прибыли от ограбления, которое он планирует провернуть. Детективы соглашаются принять участие в деле. Дженкс тем временем записывает переговоры с детективами на диск.
В поисках квалифицированного юриста Коттер и Джинкс выходят на некоего Дока Грина, бывшего криминального адвоката, ставшего эзотерическим проповедником. На его сеансе Коттер знакомится с Маргарет Добсон (Хелена Картер), с которой вскоре у него начинается страстный роман. Грин направляет их к некому Чероки Мэндону, известному своими тёмными связями как в полиции, так и в криминальных кругах.
Повествование в суде продолжает Мэндон:
Коттер приходит к Мэндону домой и сообщает, что у него есть запись с компроматом на Вебера и Риса. Первоначально Мэндон опасается провокации и отказывается от сотрудничества, но под угрозой оружия Коттер заставляет его прослушать запись.
Когда Вебер и Рис на следующий день приходят к Коттеру, он проигрывает им запись. Она приводит Вебера в ярость, который угрожает убить всех на месте и уничтожить запись, однако Коттер сообщает ему, что сделал копии пластинки и направил их своим друзьям. Детективы видят, что на стороне Коттера выступает также и Мэндон, и под страхом разоблачения соглашаются на сотрудничество. Используя свои связи в полиции, Мэндон помогает Коттеру выкупить и уничтожить полицейское досье на него, а также получить официальное разрешение на ношение оружия.
Видя успехи Коттера, Мэндон говорит, что готов пойти с ним на всё в этом городе, если только он не будет наступать на интересы самого богатого и влиятельного в городского политика и бизнесмена, владельца сталелитейного завода Эзры Добсона (Херберт Хейс). Вскоре Коттер узнаёт, что Маргарет — единственная дочь и наследница Добсона, но, несмотря на предупреждение, продолжает с ней отношения. При этом он скрывает свою связь как от Мэндона, так и от Холидей, которая уже влюбилась в него и предупредила, что не перенесёт измену с его стороны.
Вскоре Коттер тайно женится на Маргарет, чем приводит в ярость Добсона, который объявляет, что аннулирует этот брак и забирает у них свидетельство о браке. Через некоторое Добсон вызывает Коттера к себе и предлагает тому добровольно отказаться от всех прав на состояние Маргарет. Коттер подписывает соответствующие документы, а также в присутствии Маргарет отказывается от солидной суммы отступных, которые предлагает ему Добсон.
Тем временем, сколотив банду, Коттер решает ограбить мафиозных инкассаторов, перевозящих деньги подпольной сети букмекерских контор. Переодевшись в полицейскую форму, Коттер под угрозой оружия вывозит троих инкассаторов за город и убивает их. Отобранные у них деньги он делит с Вебером и Рисом, которые обеспечивают ему прикрытие от мафии.
Тем временем, в больнице умирает управляющий супермаркета, и двум другим детективам поручают провести расследование его убийства. Вскоре в мастерской Мейсона они обнаруживают машину, на которой был совершён побег из тюрьмы, и выходят на Джинкса.
Мэндон приходит на квартиру Холидей, с беспокойством сообщая Коттеру, что его разыскивают люди Добсона. Подслушав их разговор, Холидей узнаёт, что Коттер тайно женился на Маргарет Добсон. Коттер направляется к Добсону. Тот неожиданно заявляет, что увидел, насколько Маргарет любит его, и потому решил не аннулировать брак. Он также сообщает, что личное состояние Маргарет даже превышает его собственное. После этого разговора Марграет предлагает Коттеру немедленно уехать из города, и он охотно соглашается. Коттер возвращается в квартиру Холидей, чтобы собрать свои вещи. Однако к этому моменту Холидей уже узнала от детективов, что это Коттер убил её брата. Возмущённая его изменой с Маргарет, она достаёт пистолет и угрожает убить Коттера. Он пытается объяснить, что женился на Маргарет лишь для того, чтобы завладеть её деньгами, и что уже завтра они будут богаты и будут вместе. Однако со словами «Распрощайся с завтрашним днём» Холидей стреляет в Коттера и убивает его на месте. Врывающиеся детективы арестовывают её.
В зале суда брат Коттера (роль которого исполняет продюсер фильма и брат Джеймса Кэгни в реальной жизни) передаёт полученные им пластинки с компрометирующими записями.

## В ролях
- Джеймс Кэгни — Ральф Коттер
- Барбара Пэйтон — Холидей Карлтон
- Хелена Картер — Маргарет Добсон
- Лютер Адлер — Кит «Чероки» Мэндон
- Бартон Маклейн — лейтенант Джон Рис
- Уорд Бонд — инспектор Чарльз Вебер
- Стив Броуди — Джо «Джинкс» Рейнор
- Рис Уильямс — Вик Мейсон
- Герберт Хейс — Эзра Добсон
- Джон Лител — шеф полиции Толгейт
- Уильям Фроли — Байерс
- Роберт Карнс — детектив Том Грэй
- Кеннет Тоби — детектив Фаулер

### В титрах не указаны
- Чарльз Мередит — Фред Голайтли, адвокат
- Нэвилл Брэнд — Карлтон
- Фрэнк Уилкокс — доктор
- Энн Тиррелл — мисс Стейнс

## Режиссёр и исполнители главных ролей
Очень плодовитый режиссёр широкого жанрового диапазона, Гордон Дуглас поставил несколько памятных фильмов, среди них высоко оценённый фантастический фильм «Они!» (1954), а также три нео-нуаровых детектива с Фрэнком Синатрой в главной роли — «Тони Роум» (1967), «Леди в цементе» и «Детектив» (оба — 1968). В 1951 году Дуглас снял Барбару Пэйтон и Уорда Бонда в вестерне «Только отважные» (1951).
Исполнитель главной роли Джеймс Кэгни известен ролями гангстеров в таких значимых нуаровых драмах, как «Враг общества» (1931), «Ангелы с грязными лицами» (1938), «Ревущие двадцатые» (1939) и «Белое каление» (1949). Барбара Пэйтон сыграла в фильмах нуар — «Попавший в ловушку» (1949) и «Убийство – это моя работа» (1955).

## Оценка критики
Этот фильм, часто сравниваемый в неблагоприятном ключе с «Белым калением», получил неоднозначные отзывы.
Кинокритик Фред Кэмпер написал в «Чикаго ридер» следующее: «Кэгни столь же напорист, как и обычно, а Бонд по контрасту с ним восхитительно расслаблен, однако сам фильм плохо выстроен, распадается на эпизоды, и часто психологически не убедителен. Постановочная работа Гордона Дугласа бессвязная и непоследовательная по сравнению с „Белым калением“ (1949) Рауля Уолша, где Кэгни сыграл аналогичную роль; композиционное построение и движение камеры, временами весьма убедительные, тем не менее мало связаны между собой, и фильм немного напоминает оркестр, играющий без дирижёра»
Кинокритику Деннису Шварцу фильм в целом понравился, он написал: «Это энергичная, простая криминальная драма, поставленная по книге Хораса МкКоя („Загнанных лошадей пристреливают, не правда ли?“) и сценарию Гарри Брауна, который с трудом можно назвать осмысленным, и который стал корнем проблем фильма. Гордон М. Дуглас („Налей ещё“, „Только отважные“) ставит фильм в быстром темпе, грубо и цинично, позволяя звезде Джеймсу Кэгни подхватить ту же роль, которую он сыграл год назад в „Белом калении“ в качестве отвратительного и бешеного убийцы. Это даже ещё более жёсткий фильм, однако публика восприняла его не так благоприятно, как „Белое каление“ (что довольно странно, так как в принципе это фильм того же типа)».